# Клінт Бартон (Кіновсесвіт Marvel)
Клінтон Френсіс «Клінт» Бартон (англ. Clinton Francis "Clint" Barton) — вигаданий персонаж, якого в медіафраншизі Кіновсесвіту Marvel (КВМ) грає Джеремі Реннер. Він заснований на однойменному персонажі з коміксів Marvel Comics і більше відомий під псевдонімом Соколине око (англ. Hawkeye). Бартон зображений як майстерний стрілець, лучник і боєць ближнього бою. Як агент Щ.И.Т.у, Бартон отримує завдання вбити Наташу Романову, але замість цього вирішує її завербувати та подружитися з нею.
Уперше Бартон з’явився у фільмі «Тор» (2011) у короткому камео, але згодом став центральною фігурою Кіновсесвіту Marvel, знявшись у шести фільмах станом на 2024 рік, а також виконав головну роль у телесеріалі «Соколине око» (2021).
Альтернативні версії Бартона з мультивсесвіту також з’являються в анімаційному серіалі «А що як...?» (2021), де Реннер знову озвучує свого персонажа.

## Створення
У середині 2000-х Кевін Файґі вирішив створити загальний кіновсесвіт супергероїв, як це зробили Стен Лі та Джек Кірбі зі своїми коміксами на початку 1960-х років. Спочатку роль Бартона запропонували Дженсену Еклсу, але незабаром актором затвердили Джеремі Реннера.
Більша частина передісторії Клінта в кінематографічному всесвіті Marvel була натхненна його втіленням в Ultimate Marvel, зокрема, він був агентом «Щ.И.Т.а» і був таємно одружений, маючи трьох дітей. Історія його походження з оригінальних коміксів, в яких він був артистом цирку і колишнім злочинцем, якого навчив Мечник, не використана, хоча деякі елементи цієї версії задіяні. Наприклад, коли він перевтілився в Роніна і став потребувати слухового апарату. На його історію та характеристику в серіалі «Соколине око» в першу чергу вплинув комікс Метта Фрекшна 2012 року.

## Характеристика
Джосс Відон сказав, що Соколине око більше взаємодіє з іншими персонажами в «Ері Альтрона», ніж у першому фільмі про Месників.. Оскільки герой не з'являвся в жодному іншому фільмі Другої фази КВМ, Відон заявив, що «Ера Альтрона» проливає світло на те, що персонаж робив після фіналу «Месників». Реннер описав персонажа як «своєрідного одинака», який «працює в команді тільки тому, що нібито повинен. Насправді він колективна людина. Цим хлопцем може бути Капітан Америка. В „Ері Альтрона“ ви зрозумієте, чому Соколине око думає так, як він думає».
Стівен Макфілі схарактеризував перехід Бартона на «темну сторону» у фільмі «Месники: Завершення» як «хороший приклад людей, у яких після Блиму були набагато потужніші історії».
У квітні 2019 року стало відомо про виробництво телесеріалу, присвяченого Клінту Бартону, в якому він передає свою посаду Кейт Бішоп. Реннер заявив, що зустріч з Кейт приносить у життя Клінта «неприємності», оскільки той не розуміє її одержимості ним.

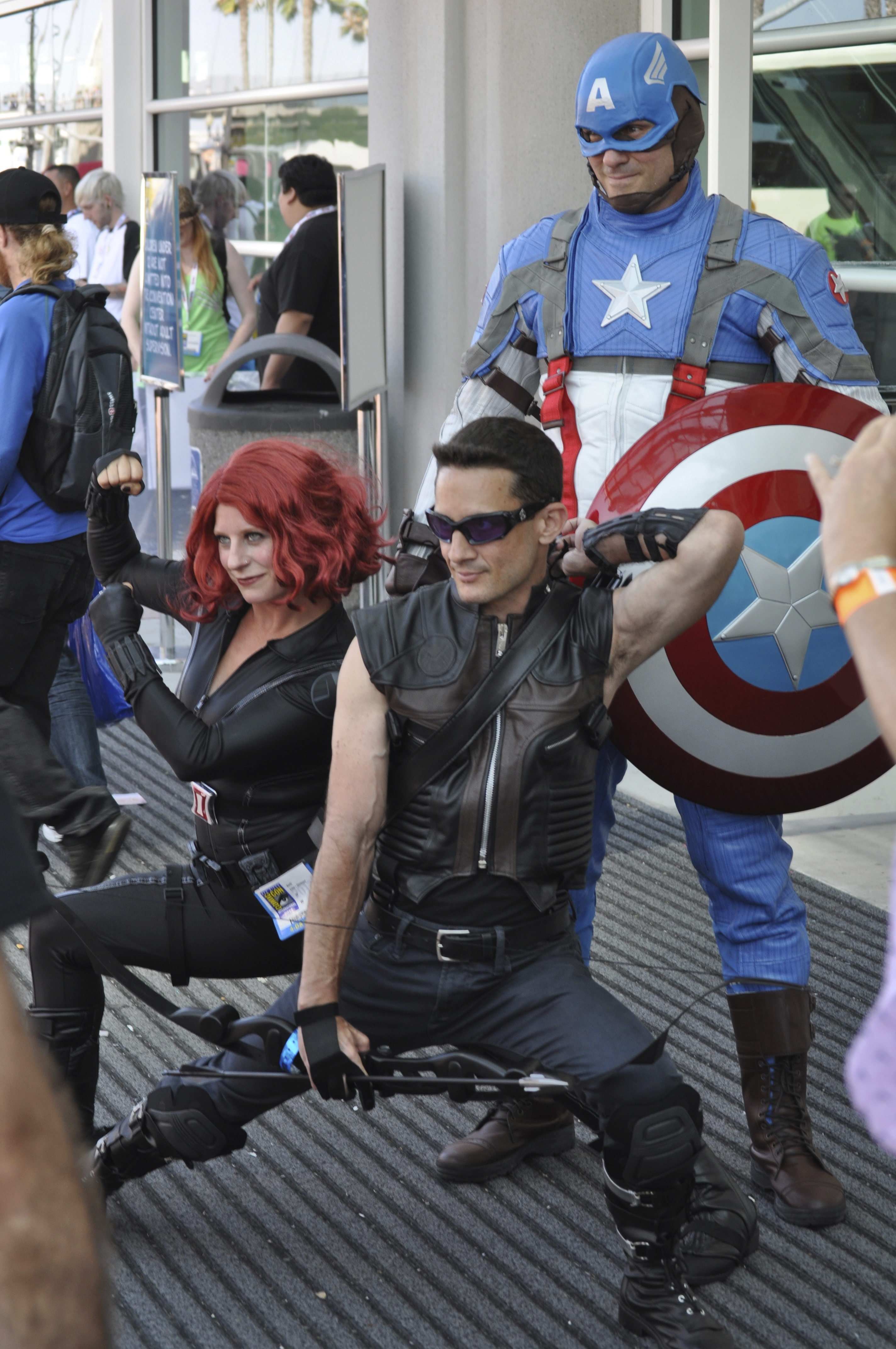
Косплей кіногероя.

## Сприйняття
У Screen Rant похвалили рішення вибрати Реннера для персонажа. Герой став предметом численних інтернет-мемів. У 2019 році користувач Reddit створив пост, який став вірусним, в якому зазначено, що Месники здобували перемогу у всіх 7 битвах за участю Бартона і програвали всі 4 битви проти нього або без нього.
Купер Гуд написав, що «Соколине око Джеремі Реннера був ключовим персонажем Кіновсесвіту Marvel», детально розглянувши історію персонажа. Ренальдо Метадін з Comic Book Resources опублікував статтю, в якій описав «батьківську сторону» Клінта Бартона. Його колега, Аманда Брюс, виділила 10 найкращих цитат героя і на 1 місце поставила його фразу про те, що він «боровся з Таносом», яку Соколине око вимовив у другому епізоді свого серіалу.

### Нагороди
| Рік  | Фільм                         | Нагорода               | Категорія                                               | Результат | Прим.  |
| ---- | ----------------------------- | ---------------------- | ------------------------------------------------------- | --------- | ------ |
| 2013 | «Месники»                     | People’s Choice Awards | Найулюбленіша «хімія» на екрані (зі Скарлетт Йоганссон) | Номінація | [ 24 ] |
| 2013 | «Месники»                     | MTV Movie Awards       | Найкращий бій (з усіма)                                 | Перемога  | [ 25 ] |
| 2016 | «Перший месник: Протистояння» | Teen Choice Awards     | Choice Movie: Chemistry (з усіма)                       | Номінація | [ 26 ] |
| 2017 | «Перший месник: Протистояння» | Kids' Choice Awards    | #Squad (з усіма)                                        | Номінація | [ 27 ] |
| 2019 | «Месники: Завершення»         | «Сатурн»               | Найкращий кіноактор другого плану                       | Номінація | [ 28 ] |